# Чемпіонат України з легкої атлетики 2017
Чемпіонат України з легкої атлетики 2017 серед дорослих був проведений 5-8 липня в Кропивницькому на стадіоні «Зірка».

## Призери основного чемпіонату

### Чоловіки
| Дисципліни                | Золото                                                                               | Золото   | Срібло                                                                             | Срібло   | Бронза                                                                              | Бронза   |
| ------------------------- | ------------------------------------------------------------------------------------ | -------- | ---------------------------------------------------------------------------------- | -------- | ----------------------------------------------------------------------------------- | -------- |
| 100 метрів                | Сергій Смелик Київ                                                                   | 10,25    | Олександр Соколов Миколаївська область                                             | 10,46    | Еміль Ібрагімов Чернівецька область                                                 | 10,51    |
| 200 метрів                | Еміль Ібрагімов Чернівецька область                                                  | 21,01    | Юрій Сторож Сумська область                                                        | 21,26    | Володимир Супрун Сумська область                                                    | 21,34    |
| 400 метрів                | Віталій Бутрим Сумська область                                                       | 46,48    | Олексій Поздняков Сумська область                                                  | 47,16    | Михайло Тютюнников Сумська область                                                  | 47,29    |
| 800 метрів                | Євген Гуцол Волинська область                                                        | 1.49,14  | Олег Миронець Чернівецька область                                                  | 1.49,98  | Дмитро Ковальчук Київська область                                                   | 1.50,17  |
| 1500 метрів               | Юрій Кіщенко Одеська область                                                         | 3.50,34  | Станіслав Маслов Житомирська область                                               | 3.50,75  | Іван Стребков Тернопільська область                                                 | 3.52,23  |
| 5000 метрів               | Володимир Киц Київська область                                                       | 14.10,47 | Іван Стребков Тернопільська область                                                | 14.10,71 | Василь Коваль Житомирська область                                                   | 14.13,66 |
| 110 метрів з бар'єрами    | Артем Шаматрин Київ                                                                  | 13,95    | Богдан Чорномаз Київ                                                               | 13,96    | Олексій Ніколенко Одеська область                                                   | 14,35    |
| 400 метрів з бар'єрами    | Данило Даниленко Волинська область                                                   | 51,25    | Анатолій Синянський Волинська область                                              | 51,27    | Денис Нечипоренко Черкаська область                                                 | 51,38    |
| 3000 метрів з перешкодами | Василь Коваль Житомирська область                                                    | 8.50,78  | Роман Ростикус Львівська область                                                   | 8.53,79  | Павло Олійник Чернігівська область                                                  | 8.58,83  |
| 4×100 метрів              | Сумська областьОлексій Поздняков Віталій Бутрим Володимир Супрун Юрій Сторож         | 40,46    | Волинська областьЕрік Костриця Сергій Токарчук Павло Чикида Владислав Оксеньчук    | 41,47    | Харківська областьРоман Супрун Олександр Устименко Анатолій Чорний Валентин Діравка | 42,24    |
| 4×400 метрів              | Сумська областьМихайло Тютюнников Олексій Сергієнко Віталій Бутрим Олексій Поздняков | 3.10,22  | Волинська областьАнатолій Синянський Євген Гуцол Олексій Мацкевич Данило Даниленко | 3.13,86  | Дніпропетровська областьМикита Чесак Юрій Баранцов Дмитро Іванов Микола Дем'яненко  | 3.16,04  |
| Стрибки у висоту          | Віктор Лонський Житомирська область                                                  | 2,28     | Дмитро Дем'янюк Львівська область                                                  | 2,26     | Юрій Кримаренко Київ                                                                | 2,20     |
| Стрибки з жердиною        | Іван Єрьомін Дніпропетровська область                                                | 5,40     | Владислав Малихін Київська область                                                 | 5,00     | Тарас Шевцов Харківська область                                                     | 5,00     |
| Стрибки в довжину         | Владислав Мазур Житомирська область                                                  | 7,92     | Сергій Никифоров Київська область                                                  | 7,92     | Ярослав Ісаченков Харківська область                                                | 7,49     |
| Потрійний стрибок         | Олександр Малосілов Донецька область                                                 | 16,21    | Андрій Станчев Київ                                                                | 16,01    | Віктор Кузнєцов Київська область                                                    | 15,88    |
| Штовхання ядра            | Віктор Самолюк Київська область                                                      | 19,15    | Ігор Мусієнко Сумська область                                                      | 18,78    | Микола Багач Київська область                                                       | 17,79    |
| Метання диска             | Іван Панасюк Тернопільська область                                                   | 60,35    | Олексій Семенов Донецька область                                                   | 57,77    | Станіслав Нестеровський Харківська область                                          | 57,25    |
| Метання молота            | Сергій Регеда Київська область                                                       | 73,73    | Євген Виноградов Київська область                                                  | 70,01    | Петро Вівчарук Рівненська область                                                   | 67,06    |
| Метання списа             | Дмитро Шеремет Львівська область                                                     | 73,38    | Юрій Кушнірук Запорізька область                                                   | 72,53    | Захар Міщенко Київ                                                                  | 70,73    |

### Жінки
| Дисципліни                | Золото                                                                         | Золото   | Срібло                                                                              | Срібло   | Бронза                                                                            | Бронза   |
| ------------------------- | ------------------------------------------------------------------------------ | -------- | ----------------------------------------------------------------------------------- | -------- | --------------------------------------------------------------------------------- | -------- |
| 100 метрів                | Олеся Повх Запорізька область                                                  | 11,27    | Анна Плотіцина Київська область                                                     | 11,63    | Аліна Калістратова Харківська область                                             | 11,69    |
| 200 метрів                | Аліна Калістратова Харківська область                                          | 23,35    | Яна Качур Київ                                                                      | 23,39    | Єлизавета Бризгіна Луганська область                                              | 23,69    |
| 400 метрів                | Ольга Земляк Рівненська область                                                | 51,61    | Катерина Климюк Рівненська область                                                  | 52,26    | Тетяна Мельник Київ                                                               | 52,92    |
| 800 метрів                | Анастасія Ткачук Запорізька область                                            | 2.03,14  | Лілія Лобанова Донецька область                                                     | 2.04,39  | Тетяна Петлюк Київ                                                                | 2.05,36  |
| 1500 метрів               | Олена Жушман Дніпропетровська область                                          | 4.26,38  | Олена Сідорська Донецька область                                                    | 4.26,41  | Марія Шаталова Житомирська область                                                | 4.25,43  |
| 5000 метрів               | Юлія Шматенко Харківська область                                               | 15.22,85 | Вікторія Погорєльська Харківська область                                            | 15.34,60 | Вікторія Калюжна Донецька область                                                 | 15.51,76 |
| 100 метрів з бар'єрами    | Анна Плотіцина Київська область                                                | 12,89    | Ганна Чубковцова Київ                                                               | 13,35    | Юлія Должкова Київ                                                                | 13,42    |
| 400 метрів з бар'єрами    | Вікторія Ткачук Донецька область                                               | 57,20    | Марія Миколенко Чернігівська область                                                | 58,49    | Вікторія Ніколенко Черкаська область                                              | 1.00,18  |
| 3000 метрів з перешкодами | Оксана Райта Львівська область                                                 | 10.21,97 | Вікторія Федчик Рівненська область                                                  | 10.41,96 | Марія Ващенко Чернігівська область                                                | 10.46,74 |
| 4×100 метрів              | Сумська областьДарина Косенко Дарина Маслюк Вікторія Луніка Анастасія Шишняк   | 47,77    | Житомирська областьАльона Леонова Марія Чорна Олександра Потіха Анастасія Сухотська | 48,04    | Львівська областьРомана Харченко Рената Механчук Іванна Остимчук Лілія Коваль     | 48,32    |
| 4×400 метрів              | Донецька областьОлена Радюк Наталія Пироженко Аліна Логвиненко Вікторія Ткачук | 3.39,75  | Львівська областьРомана Харченко Лілія Коваль Іванна Остимчук Рената Механчук       | 3.49,97  | Київська областьОлександра Сидор Альона Гордієнко Ксенія Карандюк Іванна Аврамчук | 3.50,37  |
| Стрибки у висоту          | Оксана Окунєва Миколаївська область                                            | 1,97     | Ірина Геращенко Київ                                                                | 1,92     | Юлія Левченко Київ                                                                | 1,89     |
| Стрибки з жердиною        | Марина Килипко Харківська область                                              | 4,60     | Яна Гладійчук Київ                                                                  | 4,30     | Ганна Шелех Донецька область                                                      | 4,00     |
| Стрибки в довжину         | Марина Бех Хмельницька область                                                 | 6,59     | Крістіна Гришутіна Київ                                                             | 6,38     | Єлизавета Бабій Запорізька область                                                | 6,29     |
| Потрійний стрибок         | Ольга Саладуха Донецька область                                                | 13,90    | Руслана Цихоцька Чернівецька область                                                | 13,55    | Ірина Ніколаєва Луганська область                                                 | 13,14    |
| Штовхання ядра            | Вікторія Клочко Дніпропетровська область                                       | 16,07    | Світлана Марусенко Черкаська область                                                | 15,25    | Анна Самолюк Київська область                                                     | 15,17    |
| Метання диска             | Наталія Семенова Донецька область                                              | 60,16    | Вікторія Клочко Дніпропетровська область                                            | 55,04    | Валентина Загоруйко Хмельницька область                                           | 50,51    |
| Метання молота            | Ірина Новожилова Херсонська область                                            | 69,10    | Альона Шамотіна Дніпропетровська область                                            | 69,00    | Ірина Климець Волинська область                                                   | 67,95    |
| Метання списа             | Ганна Гацько-Федусова Запорізька область                                       | 57,13    | Тетяна Фетіскіна Київ                                                               | 55,91    | Василина Бєлова Івано-Франківська область                                         | 48,09    |

## Окремі чемпіонати
Крім основного чемпіонату в Кропивницькому, протягом року в різних містах України були також проведені чемпіонати України в окремих дисциплінах легкої атлетики серед дорослих спортсменів.

### Стадіонні дисципліни
- Зимовий чемпіонат України з легкоатлетичних метань 2017 був проведений 13-15 лютого в Мукачеві[4].
- Чемпіонат України з бігу на 10000 метрів 2017 був проведений 30 квітня в Черкасах на Центральному стадіоні[5].
- Чемпіонат України з легкоатлетичних багатоборств 2017 був проведений 6-7 червня в Луцьку на стадіоні «Авангард».

#### Чоловіки
| Дисципліни               | Золото                                     | Золото   | Срібло                                      | Срібло   | Бронза                             | Бронза   |
| ------------------------ | ------------------------------------------ | -------- | ------------------------------------------- | -------- | ---------------------------------- | -------- |
| Метання диска (зимовий)  | Микита Нестеренко Дніпропетровська область | 63,77    | Олексій Семенов Донецька область            | 57,38    | Іван Панасюк Тернопільська область | 56,23    |
| Метання молота (зимовий) | Андрій Мартинюк Черкаська область          | 68,06    | Петро Вівчарук Рівненська область           | 58,77    | Євген Полухін Донецька область     | 49,70    |
| Метання списа (зимовий)  | Олександр Ничипорчук Київ                  | 77,37    | Олександр Чехлатий Харківська область       | 70,17    | Микола Калюш Рівненська область    | 69,89    |
| 10000 метрів             | Дмитро Лашин Київська область              | 29.15,41 | Роман Романенко Дніпропетровська область    | 29.16,28 | Єгор Жуков Донецька область        | 29.34,64 |
| Десятиборство            | Василь Іваницький Львівська область        | 7624     | Руслан Малогловець Дніпропетровська область | 7210     | Валентин Олійник Одеська область   | 6643     |

#### Жінки
| Дисципліни               | Золото                                   | Золото   | Срібло                                   | Срібло   | Бронза                               | Бронза   |
| ------------------------ | ---------------------------------------- | -------- | ---------------------------------------- | -------- | ------------------------------------ | -------- |
| Метання диска (зимовий)  | Наталія Семенова Донецька область        | 58,01    | Вікторія Клочко Дніпропетровська область | 56,07    | Наталія Урсуленко Херсонська область | 46,57    |
| Метання молота (зимовий) | Ірина Климець Волинська область          | 68,50    | Наталія Золотухіна Черкаська область     | 60,88    | Лідія Провозіна Черкаська область    | 56,93    |
| Метання списа (зимовий)  | Ганна Гацько-Федусова Запорізька область | 58,81    | Тетяна Фетіскіна Київ                    | 54,09    | Тамара Євдокимова Львівська область  | 44,48    |
| 10000 метрів             | Вікторія Калюжна Донецька область        | 33.35,96 | Юлія Шматенко Харківська область         | 33.57,73 | Ольга Котовська Рівненська область   | 34.06,66 |
| Семиборство              | Дарина Слобода Київська область          | 5986     | Рімма Гордієнко Дніпропетровська область | 5737     | Ася Бардіс Харківська область        | 5148     |

### Шосейна спортивна ходьба
- Зимовий чемпіонат України зі спортивної ходьби 2017 був проведений 11-12 березня в Івано-Франківську на шосейній трасі, прокладеній вулицею Незалежності[6].
- Чемпіонат України зі спортивної ходьби на 20 кілометрів 2017 був проведений 17 червня в Сумах на шосейній кільцевій трасі, прокладеній проспектом Шевченка[7].
- Чемпіонат України зі спортивної ходьби на 50 кілометрів 2017 був проведений 15 жовтня в Івано-Франківську на шосейній кільцевій трасі, прокладеній вулицею Незалежності[8].

#### Чоловіки
| Дисципліни                     | Золото                               | Золото  | Срібло                           | Срібло  | Бронза                                    | Бронза  |
| ------------------------------ | ------------------------------------ | ------- | -------------------------------- | ------- | ----------------------------------------- | ------- |
| Ходьба 20 кілометрів (зимовий) | Назар Коваленко Київська область     | 1:22.57 | Іван Лосев Київська область      | 1:23.24 | Олексій Казанін Волинська область         | 1:24.03 |
| Ходьба 20 кілометрів           | Руслан Дмитренко Донецька область    | 1:22.35 | Андрій Ковенко Вінницька область | 1:25.36 | Валерій Літанюк Івано-Франківська область | 1:26.12 |
| Ходьба 35 кілометрів (зимовий) | Ігор Главан Сумська область          | 2:31.40 | Іван Банзерук Волинська область  | 2:32.23 | Мар'ян Закальницький Київська область     | 2:34.56 |
| Ходьба 50 кілометрів           | Андрій Гречковський Київська область | 4:01.14 | Ігор Сахарук Волинська область   | 4:01.58 | Валерій Літанюк Івано-Франківська область | 4:03.55 |

#### Жінки
| Дисципліни                     | Золото                                    | Золото  | Срібло                        | Срібло  | Бронза                              | Бронза  |
| ------------------------------ | ----------------------------------------- | ------- | ----------------------------- | ------- | ----------------------------------- | ------- |
| Ходьба 20 кілометрів (зимовий) | Надія Боровська Волинська область         | 1:31.44 | Інна Кашина Сумська область   | 1:33.49 | Олена Мізернюк Волинська область    | 1:35.25 |
| Ходьба 20 кілометрів           | Валентина Мирончук Волинська область      | 1:35.22 | Аліна Цвілій Київська область | 1:37.13 | Тамара Гаврилюк Житомирська область | 1:37.28 |
| Ходьба 50 кілометрів           | Христина Юдкіна Івано-Франківська область | 4:32.14 | Ксенія Радько Сумська область | 4:34.49 | Василина Вітовщик Волинська область | 4:37.55 |

### Крос, гірський біг та трейл
- Чемпіонат України з кросу 2017 був проведений 21-22 жовтня в Сумах на трасі, прокладені у Басівському парку[9].
- Чемпіонати України з гірського бігу (довга дистанція) 2017 був проведений 30 квітня поблизу села Дземброня в межах щорічних змагань «Дземброня Трейл» на трасі довжиною 41,7 км з набором висот 2180 м[10].
- Чемпіонати України з гірського бігу (вгору-вниз) 2017 був проведений 25 травня в Славському[11].
- Чемпіонати України з гірського бігу (вгору) 2017, запланований до проведення 13-14 травня у Ворохті, був скасований.
- Чемпіонат України з трейлу 2017 був проведений 1-2 квітня у Вижниці в межах щорічних змагань «Гуцул Трейл» на трасі «Соколине око» довжиною 56,5 км[12].

#### Чоловіки
| Дисципліни                     | Золото                                | Золото  | Срібло                                        | Срібло  | Бронза                                    | Бронза  |
| ------------------------------ | ------------------------------------- | ------- | --------------------------------------------- | ------- | ----------------------------------------- | ------- |
| Крос 2 км                      | Володимир Киц Київська область        | 5.30    | Юрій Кіщенко Одеська область                  | 5.31    | Богдан-Іван Городиський Львівська область | 5.34    |
| Крос 10 км                     | Єгор Жуков Донецька область           | 30.00   | Артем Казбан Дніпропетровська область         | 30.05   | Дмитро Сірук Рівненська область           | 30.06   |
| Гірський біг (вгору-вниз)      | Сергій Расчупкін Закарпатська область | 56.55   | Олександр Ченікало Львівська область          | 57.11   | Вадим Рогозовський Київ                   | 57.55   |
| Гірський біг (довга дистанція) | Сергій Попов Київ                     | 4:22.00 | Володимир Крицкалюк Івано-Франківська область | 4:45.07 | Сергій Расчупкін Закарпатська область     | 4:46.14 |
| Трейл                          | Сергій Попов Київ                     | 7:36.13 | Володимир Крицкалюк Івано-Франківська область | 8:00.28 | Сергій Сапіга Тернопільська область       | 8:00.33 |

#### Жінки
| Дисципліни                     | Золото                                   | Золото  | Срібло                                   | Срібло  | Бронза                                | Бронза   |
| ------------------------------ | ---------------------------------------- | ------- | ---------------------------------------- | ------- | ------------------------------------- | -------- |
| Крос 2 км                      | Вікторія Погорєльська Харківська область | 6.11    | Наталія Батрак Харківська область        | 6.17    | Любов Суховірська Хмельницька область | 6.19     |
| Крос 8 км                      | Вікторія Калюжна Донецька область        | 26.38   | Вікторія Погорєльська Харківська область | 26.58   | Олена Сердюк Харківська область       | 27.03    |
| Гірський біг (вгору-вниз)      | Яна Нагорна Сумська область              | 49.44   | Людмила Шелест Сумська область           | 52.12   | Марія Радько Сумська область          | 58.38    |
| Гірський біг (довга дистанція) | Ірина Войтович Волинська область         | 6:13.25 | Христина Братасюк Київ                   | 6:13.25 | Анастасія Данилюк Волинська область   | 6:28.21  |
| Трейл                          | Христина Братасюк Київ                   | 9:30.17 | Аліса Діхтенко Київ                      | 9:49.08 | Дар'я Боднар Львівська область        | 10:56.45 |

### Шосейний біг
- Чемпіонат України з бігу на 1 милю 2017 був проведений 24 вересня у Чернівцях на шосейній трасі, прокладеній центральною частиною міста[13].
- Чемпіонат України з бігу на 10 кілометрів 2017 був проведений 17 вересня у Львові на шосейній трасі, прокладеній центральною частиною міста зі стартом та фінішем біля Театру опери та балету[14].
- Чемпіонат України з напівмарафону 2017 був проведений 9 квітня в Києві в межах традиційного шосейного пробігу «Нова Пошта Київ Півмарафон 2017»[15].
- Чемпіонат України з марафонського бігу 2017 був проведений 24 вересня у Дніпрі в межах спортивної події «Dnipro ATB Marathon»[16].
- Чемпіонат України з бігу на 50 та 100 кілометрів 2017, запланований до проведення 1 липня у Києві, був скасований.
- Чемпіонат України з 12-годинного та добового бігу 2017 був проведений 23-24 вересня у Києві на трасі, прокладеній територією Національного експоцентру України.
- Чемпіонат України з 48-годинного бігу 2017 був проведений 4-6 серпня у Вінниці на кільцевій трасі, прокладеній в парку Дружби народів[17].

#### Чоловіки
| Дисципліни      | Золото                                   | Золото     | Срібло                                       | Срібло     | Бронза                                | Бронза     |
| --------------- | ---------------------------------------- | ---------- | -------------------------------------------- | ---------- | ------------------------------------- | ---------- |
| 1 миля          | Володимир Киц Київська область           | 4.40       | Станіслав Маслов Київська область            | 4.42       | Олег Озарко Івано-Франківська область | 4.42       |
| 10 кілометрів   | Дмитро Сірук Рівненська область          | 30.27      | Юрій Русюк Волинська область                 | 30.36      | Руслан Савчук Полтавська область      | 30.49      |
| Напівмарафон    | Роман Романенко Дніпропетровська область | 1:05.41    | Ігор Порозов Хмельницька область             | 1:05.44    | Руслан Крамарюк Чернівецька область   | 1:10.31    |
| Марафон         | Артем Піддубний Донецька область         | 2:21.47    | Анатолій Бондаренко Дніпропетровська область | 2:29.51    | Роман Гаврилюк Закарпатська область   | 2:31.02    |
| 12-годинний біг | Андрій Шимко Запорізька область          | 111,943 км | Артур Мамедов Одеська область                | 103,451 км | Сергій Остаповець Вінницька область   | 100,176 км |
| Добовий біг     | Андрій Ткачук Закарпатська область       | 218,625 км | Дмитро Міхєєв Дніпропетровська область       | 189,691 км | Андрій Терпяк Закарпатська область    | 169,757 км |
| 48-годинний біг | Михайло Український Запорізька область   | 283,227 км | Дмитро Міхєєв Дніпропетровська область       | 256,063 км | Андрій Терпяк Закарпатська область    | 230,221 км |

#### Жінки
| Дисципліни      | Золото                                | Золото     | Срібло                              | Срібло     | Бронза                                 | Бронза     |
| --------------- | ------------------------------------- | ---------- | ----------------------------------- | ---------- | -------------------------------------- | ---------- |
| 1 миля          | Марія Шаталова Житомирська область    | 5.43       | Олена Китиця Миколаївська область   | 5.47       | Олена Борисюк Волинська область        | 6.40       |
| 10 кілометрів   | Ольга Котовська Рівненська область    | 33.45      | Марина Немченко Харківська область  | 34.24      | Вікторія Хапіліна Рівненська область   | 34.28      |
| Напівмарафон    | Софія Яремчук Львівська область       | 1:15.05    | Віра Овчарук Вінницька область      | 1:16.20    | Катерина Карманенко Рівненська область | 1:17.11    |
| Марафон         | Оксана Юрчук Хмельницька область      | 2:51.28    | Людмила Шелест Сумська область      | 3:10.06    | не вручалась                           |            |
| 12-годинний біг | Тетяна Остапенко Полтавська область   | 63,848 км  | Тетяна Артеменко Київ               | 62,711 км  | Наталія Мокрицька Херсонська область   | 57,532 км  |
| Добовий біг     | Юлія Старосельська Харківська область | 129,105 км | Лариса Лабарткава Львівська область | 122,059 км | Олена Калутова Київська область        | 121,312 км |
| 48-годинний біг | Юлія Старосельська Харківська область | 212,167 км | Світлана Кумар Вінницька область    | 204,197 км | Світлана Іпатко Київська область       | 185,131 км |

## Онлайн-трансляція
Легка атлетика України здійснювала вебтрансляцію основного чемпіонату (5-8 липня) на власному YouTube-каналі.
- День 1 (ранкова сесія) на YouTube
- День 1 (вечірня сесія) на YouTube
- День 2 (ранкова сесія) на YouTube
- День 2 (вечірня сесія) на YouTube
- День 3 (ранкова сесія) на YouTube
- День 3 (вечірня сесія) на YouTube
- День 4 (ранкова сесія) на YouTube
- День 4 (вечірня сесія) на YouTube